# Neutheilung
Neutheilung ist ein Gemeindeteil der Stadt Münchberg im Landkreis Hof (Oberfranken, Bayern). Neutheilung liegt in der Gemarkung Poppenreuth.

## Geografie
Bei der Einöde entspringt die Pulschnitz. Im Südwesten ist die bewaldete Anhöhe Karlberg (664 m ü. NHN). Die Kreisstraße HO 35 führt zur Bundesstraße 289 (0,2 km nordwestlich) bzw. nach Förstenreuth (1,5 km südwestlich).

## Geschichte
Von 1797 bis 1810 unterstand Neutheilung dem Justiz- und Kammeramt Münchberg. Infolge des Ersten Gemeindeedikts wurde Neutheilung dem 1812 gebildeten Steuerdistrikt Wüstenselbitz und der zugleich entstandenen Ruralgemeinde Wüstenselbitz zugewiesen. 1848 kam Neutheilung an die neu gebildete Ruralgemeinde Poppenreuth. Im Zuge der Gebietsreform in Bayern wurde Neutheilung am 1. Juli 1972 nach Münchberg eingemeindet.

### Einwohnerentwicklung
| Jahr      | 1812  | 1819  | 1861  | 1871   | 1885   | 1900   | 1925   | 1950   | 1961   | 1970   | 1987  |
| Einwohner | *     | *     | 15    | 29     | 18     | 17     | 14     | 15     | 11     | 11     | 6     |
| Häuser    | *     |       |       |        | 3      | 3      | 3      | 3      | 3      |        | 2     |
| Quelle    | [ 5 ] | [ 8 ] | [ 9 ] | [ 10 ] | [ 11 ] | [ 12 ] | [ 13 ] | [ 14 ] | [ 15 ] | [ 16 ] | [ 1 ] |

## Religion
Neutheilung ist bis heute nach St. Peter und Paul (Münchberg) gepfarrt und evangelisch-lutherisch geprägt.